# Champneuf
Champneuf est une municipalité de la province de Québec, dans la municipalité régionale de comté (MRC) d'Abitibi de la région administrative d'Abitibi-Témiscamingue.

## Toponymie
L'abbé Achille-Augustin Bertrand fonde la Colonie Bertrand en 1938. En 1941 l'abbé Henri Cloutier lui donne le nom de Champneuf. La paroisse est érigée canoniquement en 1949 sous l'appellation « Saint-François-d'Assise-de-Champneufs ».

## Histoire
- 1er janvier 1964 : La municipalité de Champneuf est détachée du canton de Rochebaucourt.

## Géographie
Les rivières Laflamme et Taschereau traversent le territoire de la municipalité.

## Démographie
| 1991 | 1996 | 2001 | 2006 | 2011 | 2016 | 2021 |
| ---- | ---- | ---- | ---- | ---- | ---- | ---- |
| 187  | 169  | 157  | 130  | 127  | 123  | 94   |

## Administration
Les élections municipales se font en bloc pour le maire et les six conseillers.
| Champneuf Maires depuis 2001                                                                                         |                  |         |          |
| Élection | Maire            | Qualité | Résultat |
| 2001 | Rosaire Guénette |         | Voir     |
| 2005 | Rosaire Guénette | Voir    |          |
| 2009 | Rosaire Guénette | Voir    |          |
| 2013 | Rosaire Guénette | Voir    |          |
| 2017 | Rosaire Guénette | Voir    |          |
| 2021 | Rosaire Guénette | Voir    |          |
| Élection partielle en italique Depuis 2005, les élections sont simultanées dans toutes les municipalités québécoises |                  |         |          |